# Ola Ullsten
Stig Kjell Olof (Ola) Ullsten (Umeå, 23 de junio de 1931-ibídem, 28 de mayo de 2018) fue un político liberal sueco y líder del Partido Popular.

## Biografía
Ocupó el cargo de primer ministro de Suecia entre 1978 y 1979, dirigió un gobierno minoritario constituido por una coalición entre el Partido del Centro, el Partido Popular Liberal y el Partido Moderado, la cual se vino abajo debido a los desacuerdos sobre la política energética. Tras las elecciones parlamentarias de 1979 asumió el Ministerio de Relaciones Exteriores en los tres partidos de centro-derecha del gobierno de Thorbjörn Fälldin. Tiempo después fue destinado como Embajador de Suecia en Canadá, Italia y la Santa Sede.